# Nerja

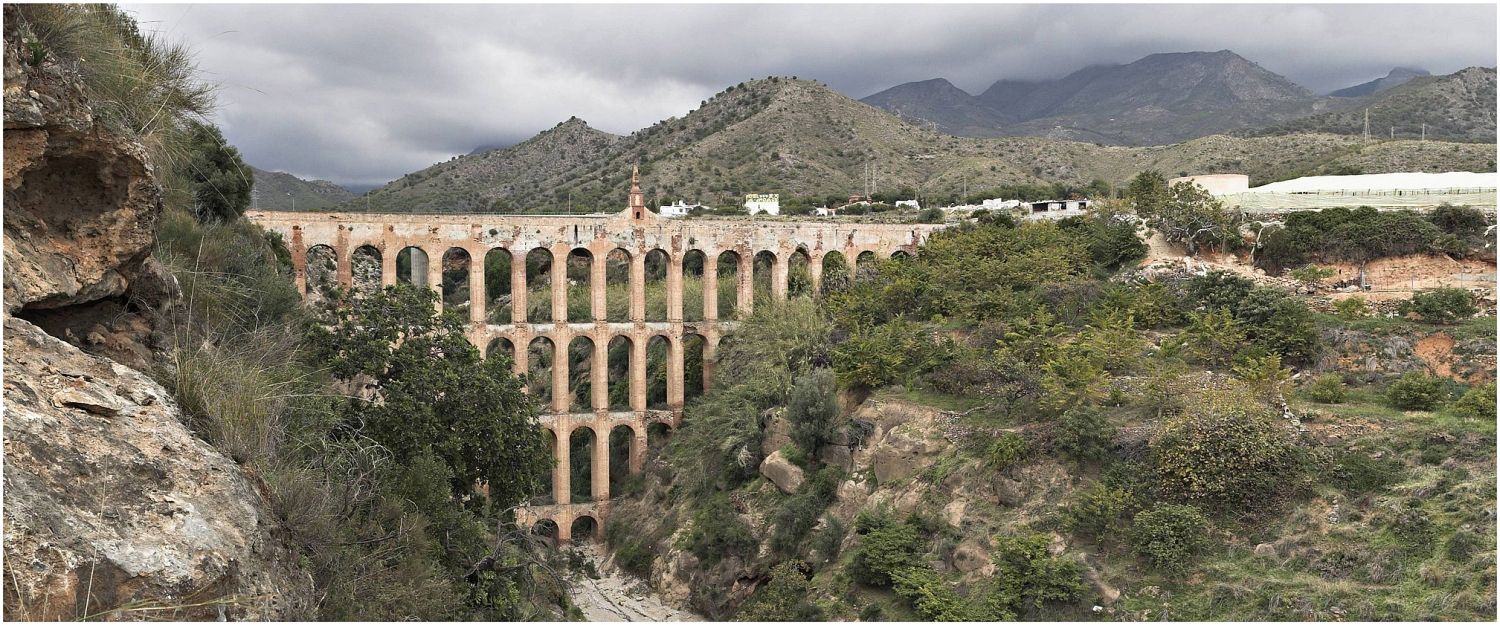
Akvadukt Águila

Nerja je pobřežní město ležící v Andalusii na jihu Španělska, ve východním cípu provincie Málaga. Nerja je významným letoviskem Costa del Sol. Mezi významnější památky města a okolí patří jeskyně Nerja, akvadukt Águila, vyhlídka Balkon Evropy a bílá vesnice Frigiliana. Žije zde 21 000 obyvatel, z toho třetinu tvoří cizinci.

## Galerie

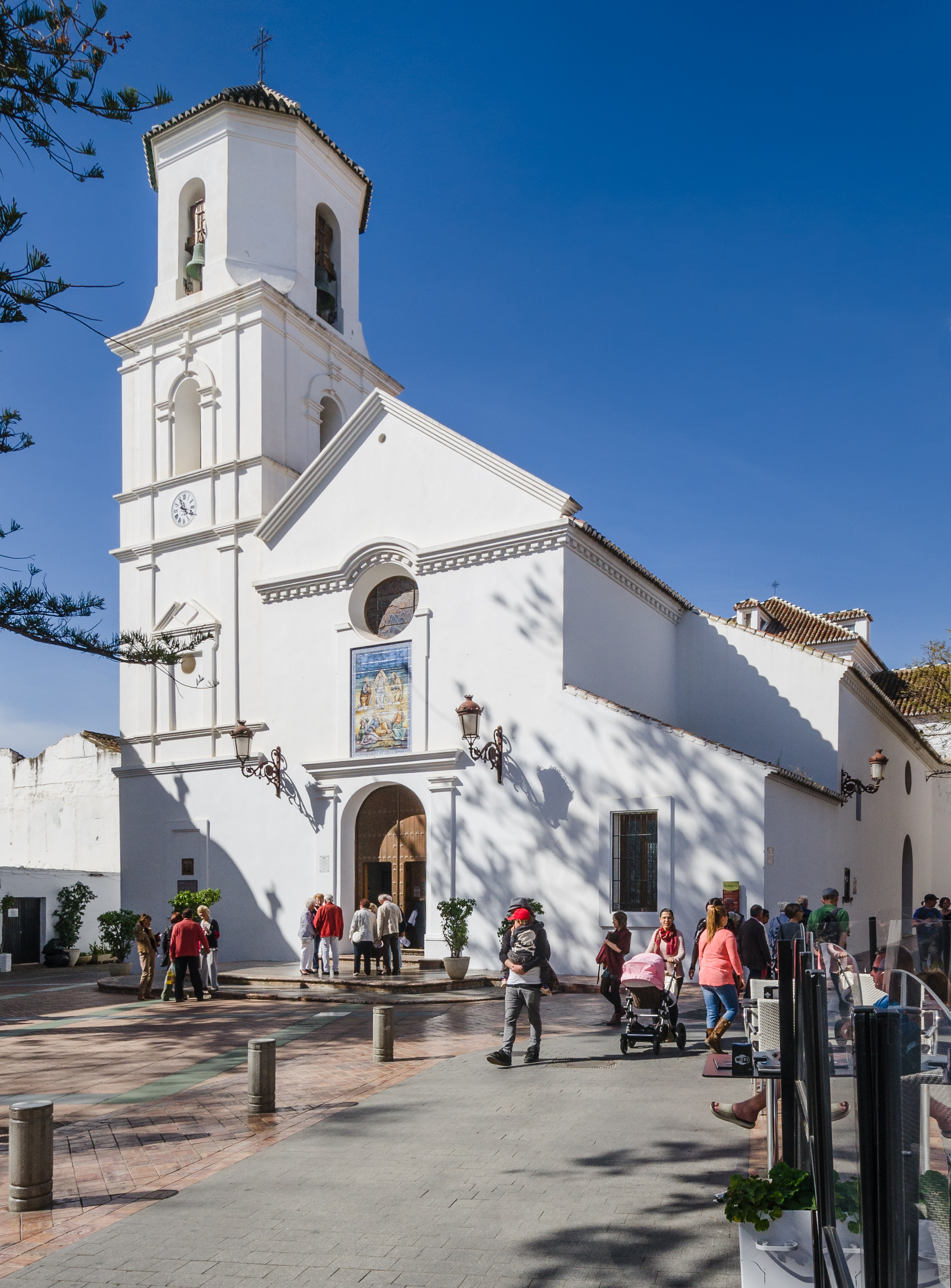
Místní kostel La Iglesia del Salvador
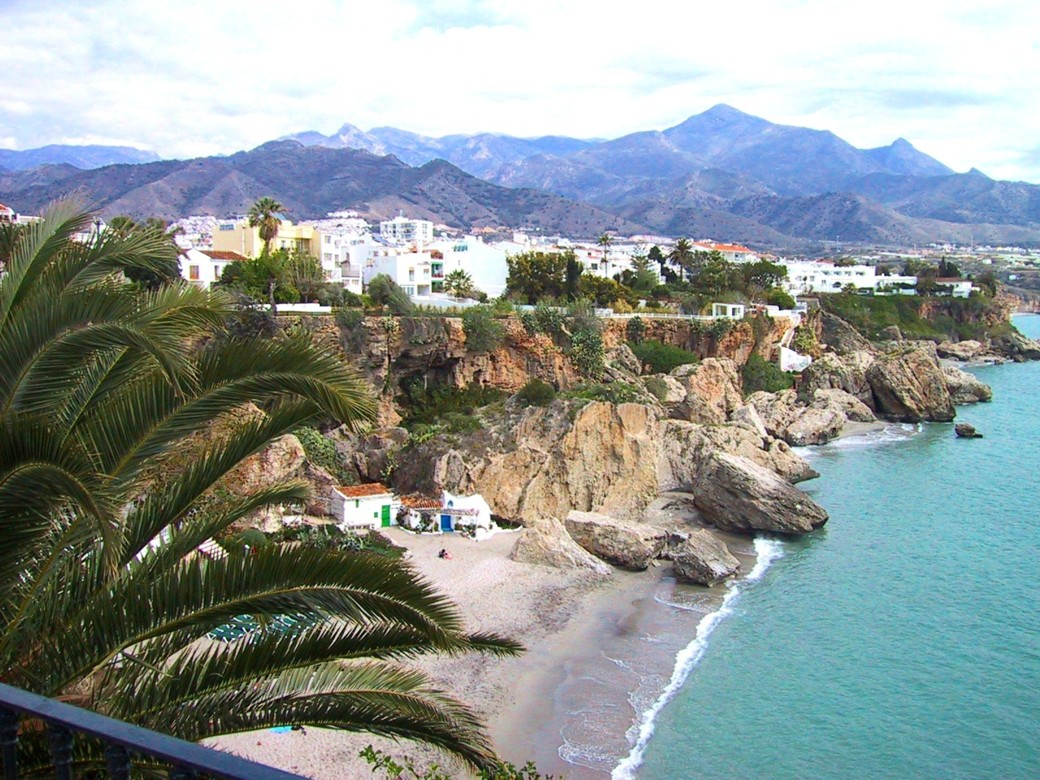
Nerja
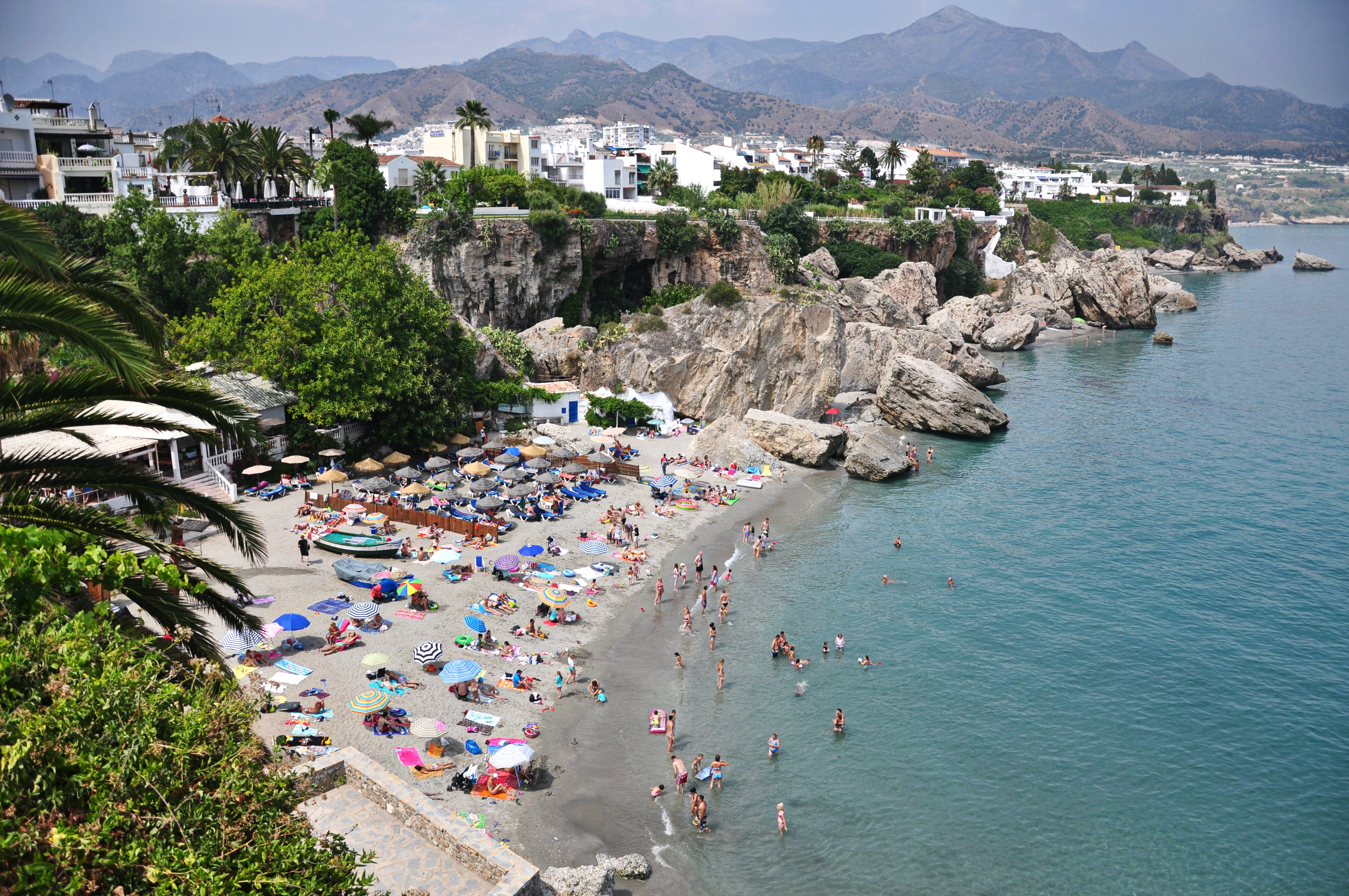
Nerja, Playa de Calahonda
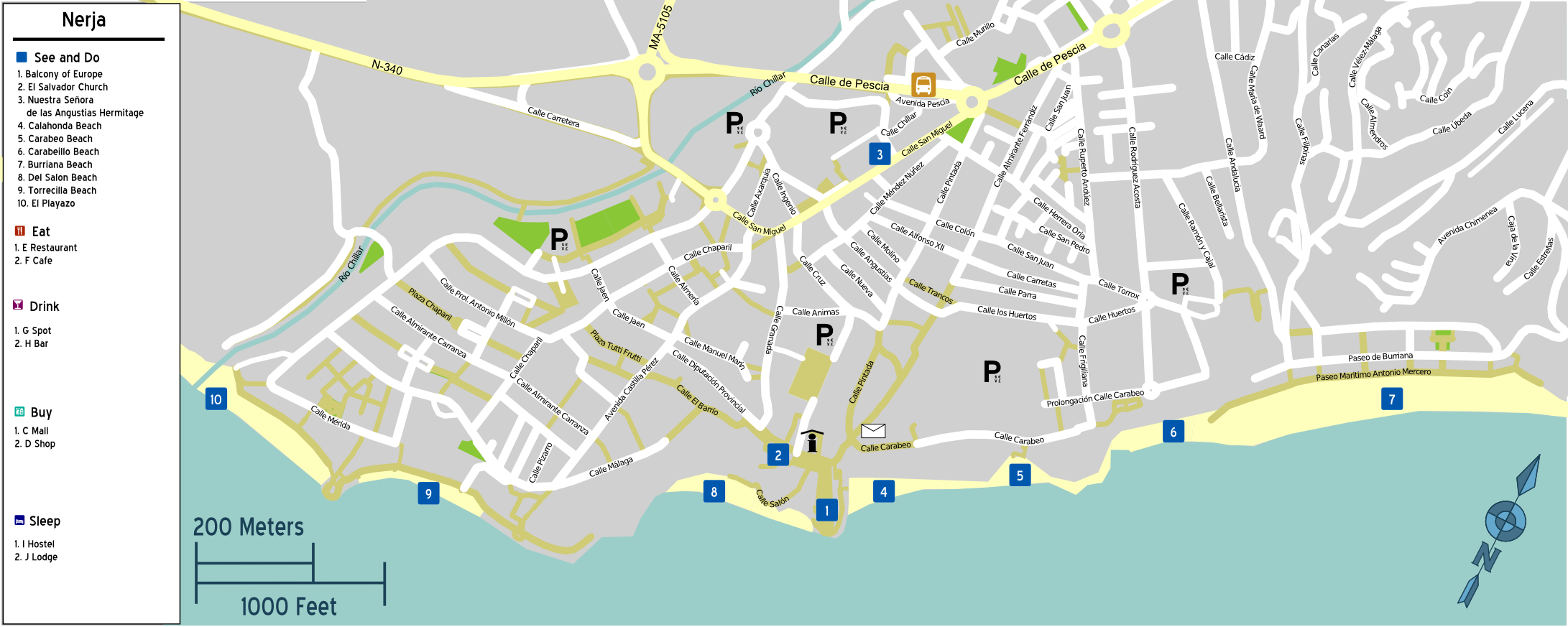
Nerja, mapa města